# کارترسویل (جورجیا)
کارترسویل، جورجیا (به انگلیسی: Cartersville, Georgia) یک شهر در ایالات متحده آمریکا با جمعیت ۱۹٬۷۳۱ نفر است که در جورجیا واقع شده‌است.

## موقعیت جغرافیایی
موقعیت جغرافیایی شهرها و مناطق اطراف به شرح زیر است: